# 大塚雅子
大塚 雅子（おおつか まさこ、1977年1月28日 -）は埼玉県出身の日本の柔道家。56kg級及び57kg級の選手。現役時代の身長は158cm。

## 人物
柔道は6歳の時に2歳年上の麻子に続いて始めた。常盤中学3年の時に全国中学校柔道大会の56kg級で3位になった。埼玉栄高校へ進むと、1年の時には金鷲旗の準決勝で柳川高校の阿武教子に袈裟固で敗れて3位だった。高校選手権の決勝では湊川女子高校2年の植田庸子を破って優勝を果たして、61kg級の赤岡志保、66kg級の清原織恵とともに埼玉栄勢が3階級を制することとなった。2年の時には体重別と強化選手選考会で3位なった。高校選手権では決勝で土浦日大高校2年の西部幸代を破って2連覇を達成した。3年の時には世界ジュニア代表選考会で優勝した。インターハイの団体戦では決勝で夙川学院高校と対戦すると、山本千鶴子に有効で敗れてチームも2位にとどまった。世界ジュニアでは3位だった。シニアのチェコ国際でも3位となった。
1995年には東海大学へ進学すると、1年の時には体重別では決勝で埼玉大学大学院の溝口紀子に敗れるも2位となった。全国女子体重別でも決勝で溝口に敗れた。福岡国際では3位だったが、ブルガリア国際では2位になった。2年の時には正力杯で昨年に続いて3位だったものの、体重無差別で争われる全日本学生選手権では158cm、56kg級の小兵ながら予想外の活躍で決勝まで進むが、185cmで120kgもある拓殖大学3年の妹尾ひでみに払腰で敗れた。全国女子体重別では決勝でミキハウスの杉村英子を破ってシニアの全国大会で初優勝を飾った。3年の時には体重別の決勝でミキハウスの立野千代里に敗れて2位だった。東アジア大会とアジア選手権ではそれぞれ3位になった。4年の時には優勝大会で3位となった。全国女子体重別の57kg級では決勝でコマツの武田淳子に敗れた。福岡国際では決勝でアトランタオリンピック金メダリストであるキューバのドリュリス・ゴンサレスに敗れて2位だった。
1997年の第15回福岡国際では57kg級に出場し3位決定戦で中国の沈君に強烈なわき固めで敗れる
1999年にはコマツの所属となると、体重別では決勝で会社の1年先輩にあたる武田に敗れて世界選手権代表にはなれなかった。その後は81kg級で活躍していた警視庁の窪田和則と結婚した。窪田姓に変わって出場した2000年の実業個人選手権では決勝でミキハウスの岡崎綾子に敗れた。全国女子体重別では3位に入った。2001年の全国女子体重別では決勝まで進むも、会社の同期である山田真由美に敗れた。実業個人選手権では昨年に続いて決勝で岡崎に敗れた。2002年の実業個人選手権では決勝で岡崎を破って優勝した。また、この年から2年連続して体重別で3位となった。

## 主な戦績
56kg級での戦績
- 1991年 -　全国中学校柔道大会　3位
- 1992年 -　金鷲旗　3位
- 1993年 -　高校選手権　優勝
- 1993年 -　体重別　3位
- 1993年 -　金鷲旗　3位
- 1993年 -　強化選手選考会　3位
- 1994年 -　高校選手権　優勝
- 1994年 -　世界ジュニア代表選考会　優勝
- 1994年　- インターハイ　団体戦　2位
- 1994年　- ポーランドジュニア国際　2位
- 1994年 -　世界ジュニア　3位
- 1995年 -　チェコ国際　3位
- 1995年 -　体重別　2位
- 1995年　- 正力杯　3位
- 1995年 -　全国女子体重別　2位
- 1995年 -　福岡国際　3位
- 1996年 -　ブルガリア国際　2位
- 1996年 -　体重別　3位
- 1996年　- 正力杯　3位
- 1996年 -　全日本学生選手権　2位　無差別
- 1996年 -　全国女子体重別　優勝
- 1997年 -　体重別　2位
- 1997年 -　東アジア大会　3位
- 1997年 -　アジア選手権　3位

57kg級での戦績
- 1998年 -　優勝大会　3位
- 1998年 -　全国女子体重別　2位
- 1999年 -　福岡国際　2位
- 1999年 -　体重別　2位
- 2000年　- 実業個人選手権　2位
- 2000年 -　全国女子体重別　3位
- 2001年　- 実業個人選手権　2位
- 2001年 -　全国女子体重別　2位
- 2002年 -　体重別　3位
- 2002年　- 実業個人選手権　優勝
- 2003年 -　体重別　3位

(出典、JudoInside.com)